# Petar Cupać
Petar Cupać (Zadar, 1. veljače 1980.), hrvatski jedriličar, sudionik Olimpijskih igara.
Član je zadarskog jedriličarskog kluba Uskok, a natječe se u klasi 49er.
Sudjelovao je na olimpijskim igrama u Ateni 2004. u klasi 470 s Tomislavom Bašićem i zauzeo 19. mjesto.

Zajedno s Pavlom Kostovom sudjelovao je u klasi 49er na olimpijskim igrama u Pekingu 2008. i zauzeo 17. mjesto, na olimpijskim igrama u Londonu 2012. zauzeo 17. mjesto, te na olimpijskim igrama u Rio de Janeiru 2016. gdje je zauzeo 15. mjesto. Time je ponovio uspjeh Karla Baumanna koji je na Olimpijskim igrama nastupio u dvije različite klase.
Dobitnik je prestižne nagrade Medalju Pierrea de Coubertina, koja se dodjeljuje za fair play gestu u pomaganju protivnicima. Na Olimpijskim igrama u Pekingu 2008. danskom jedriličarskom paru Jonas Warrer i Martin Kirketerp Ibsen puknuo je jarbol. Cupać i Kostov su im posudili svoj brod, pripremili ga u rekordno kratkom vremenu tako da su Danci na vrijeme stigli na start i osvojili zlatnu olimpijsku medalju.